# Nijlantilope
De nijlantilope (Kobus megaceros) is een antilope uit het geslacht Kobus.

## Kenmerken
Nijlantilopen zijn seksueel dimorf, wat betekend dat de mannelijke en vrouwelijke dieren, erg verschillen en duidelijk van elkaar te onderscheiden zijn. Mannelijke dieren hebben een donkerbruine vacht, met witte strepen boven de ogen, over de schouders en op de poten. Ook hebben mannetjes van deze soort, twee geribbelde hoorns, die in een S-vorm naar achteren groeien. Ze zijn ook een stuk groter dan vrouwtjes, mannetjes worden ongeveer 1 meter schofthoogte en wegen tussen de 90 en 120 kilogram. Vrouwelijke dieren worden tussen de 0,8 en 0,85 meter schofthoogte, en wegen zo'n 60 tot 90 kilogram. Vrouwtjes hebben een bleekbruine vacht, zonder hoorns of markeringen. 

## Verspreiding & leefgebied
Deze antilopesoort leeft in Zuid-Soedan en Ethiopië. In de moerasgebieden. Deze dieren houden van zwemmen en daarom zijn ze altijd te vinden in de moerassen, te midden van de savanne.  

## Gedrag & leefwijze
Nijlantilopen leven in kleine kuddes met tot wel vijftig dieren met elkaar. Er bestaan familiegroepen/harems, dit is een groep dieren waar één man, meerdere vrouwen en hun jongen in leven. Er zijn ook mannelijke vrijgezellengroepen, die meestal bestaan uit niet meer dan vijftien, vaak, jonge mannetjes. 

## Bedreiging
De Nijlantilope is een bedreigde diersoort in het wild, deze soort leeft namelijk niet in het meest veilige gebied ter wereld. In de delen van de wereld waar deze antilopesoort leeft is het politiek en civiel gezien niet zo heel veilig. Daarnaast speelt de jacht en de opsplitsing van hun leefgebied ook een grote rol in het afnemen van de aantallen.  